# Menachem Mendel Schneerson
Menachem Mendel Schneerson (în ebraică:מנחם מנדל שניאורסון, în idiș:מנחם מענדל שניאורסאהן; n. 5/18 aprilie 1902, Nicolaev, gubernia Herson, Imperiul Rus – d. 12 iunie 1994, New York City, New York, SUA) a fost un rabin american, originar din Ucraina, conducătorul spiritual, vreme de patru decenii, al mișcării religioase hasidice Habad sau Lubavici (Liubavici), cunoscut fiind ca Rabinul din Lubavici (Harabbi miLubavitch, Lubavicher Rebbe (ליובאוויטשער רבי) sau pe scurt Der Rebbe. Rabinul Menachem Mendel Schneerson a fost una din figurile cele mai marcante ale iudaismului ortodox din secolul al XX-lea.
El a fost al șaptelea conducător al hasidismului Habad, întemeiat în anul 1797 de către rabinul Shneur Zalman din Ladi, numit „Tania” după principala carte pe care a scris-o. Schneerson a ajuns la conducerea acestui curent religios iudaic în anul 1950 în urma decesului socrului său, rabinul Yosef Isaac Schneerson.
Rabinul Menachem Mendel Schneerson a încurajat reîntoarcerea la credință și difuzarea învățăturii religioase iudaice ortodoxe în rândurile evreilor din întreaga lume, aflați în marea lor majoritate într-un proces de laicizare și asimilare. El a trimis pretutindeni emisari numiți "shluhim", și a întemeiat în toate colțurile lumii o rețea de peste 1400 instituții de învățământ iudaic, și de case de oaspeți și cantine rituale evreiești.
În ultimii ani ai vieții, o parte din adepții hasidismului Habad au înclinat să vadă în el pe Mesia.
Pentru o grupare "mesianistă" mai radicală a hasidismului Habad, decesul său din anul 1994 nu a fost recunoscut ca atare. Rabinul a rămas și după dispariția sa conducătorul spiritual al mișcării Habad, oarecum asemănător cu cazul rabinului Nahman din Braslav de la începutul secolului al XIX-lea, care este considerat și după moarte, conducătorul spiritual al mișcării hasidice pe care a înființat-o. 
Neavând copii de sex bărbătesc, rabinul Menachem Mendel Schneerson este considerat ultimul rabin al dinastiei Lubavici.

## Biografie

### Anii de copilărie și studiile religioase în Ucraina
Menachem Mendel Schneerson s-a născut în 1902 la Nikolaev sau Mikolaiv în Ucraina, pe atunci în Imperiul Rus, ca fiu cel mare al lui rabbi Levi Itzhak Schneerson și al soției sale, Hana Schneerson, născută Ianowski. Tatăl era un descendent al rabinului Menachem Mendel Schneerson, supranumit „Tzemah Tzedek”, al treilea conducător al dinastiei rabinilor din Lubavici. În amintirea acestui ilustru înaintaș, el a dat fiului său mai mare numele Menachem Mendel. Mama, Hana, era fiica rabinului șef al orașului Nikolaev, Meir Shlomo Ianowski  
Când a avut șapte ani, în anul 1909, împreună cu părinții și frații săi mai tineri, Dov Ber si Israel Arie Leib, Menachem Mendel s-a mutat în orașul Ekaterinoslav (astăzi Dnipro), unde tatăl său a devenit șef rabinul evreilor din localitate (1909-1939).
Se consideră că principalul dascăl al său a fost însuși tatăl,rabbi Levi Itzhak. În copilărie a avut vreme de peste patru ani și un învățător particular, rabinul Shneur Zalman Vilenkin, care l-a învățat Tora, și comentariul lui Rashi, de asemenea cărțile hagiografice și ale profeților lui Israel, Mișna și Ghemara.

### Anii de tinerețe și studiile religioase și laice în Rusia, Germania și Franța
Cu încurajarea tatălui, băiatul și-a însușit și cunoștințe de cultură generală ca autodidact și sub îndrumarea lui Israel Bar Yehuda, viitor militant sionist si socialist, originar dintr-o familie de hasidim Habad.
El a mai învățat și din tradițiile hasidice și cărțile Cabalei. Apoi a studiat o vreme la Universitatea din Ekaterinoslav, iar mai apoi a audiat cursuri la Universitatea din Leningrad.
În anul 1927, Menachem Mendel Schneerson a izbutit să părăsească Uniunea Sovietică, de curând creată, și a ajuns mai întâi în Letonia, și apoi ,la Berlin. În capitala Germaniei a continuat să se perfecționeze în studiile iudaice tradiționale, în acelaș timp audiind și cursuri de filozofie, fizică, matematică .
În anul 1928 la Varșovia s-a însurat cu Haya Mushka, fiica lui Yosef Yitzhak Schneerson, conducătorul din acea vreme al hasidimilor Habad. 
În anul 1933, anul preluării puterii în Germania de către naziști, rabinul a emigrat la Paris, unde a învățat electrotehnica la Școala Superioară de Lucrări Publice E.S.T.P. pe care a terminat-o la 24 iulie 1937, obținând calificarea de inginer. În continuare a urmat cursuri de matematică la Sorbona în anii 1938 și 1939. 
În timpul șederii la Berlin și la Paris a scris lucrări înnoitoare în domeniul teologic, care au fost publicate după moartea sa.

### New York
În anul 1941, Schnnerson a reușit să fugă din Franța ocupată de naziști, trecând prin Vichy,Nice și Lisabona, ajungând la New York la 23 iunie, împreună cu soția Haya Mushka, fiica și ginerele.  Trei din colaboratorii de frunte ai comunității hasidice Habad din New York, Samuel Levitan, Israel Jacobson și Elias Simpson, l-au întâmpinat în port. Socrul lui Menahem Mendel, admor-ul Yosef Itzhak Schneerson, le-a spus cu mândrie: „Dacă doriți să-l cunoașteți pe ginerele meu, aflați că e tare în Talmudul babilonean și în Talmudul palestinian și în scrierile lui RiF (Rabi Itzhak Alfassi), ale lui Rosh (Rabi Asher Ben Yehiel) și în cele ale lui Rambam, face Tikun Hatzot în fiecare noapte și e tare în toate Likutei Tora, cu toate notele și trimiterile marginale".
La New York, au stat împreună cu socrul în cartierul Crown Heights din Brooklyn.
La scurt timp dupa sosirea în America, socrul său l-a numit în postul de director si președinte al celor trei principale organizații Habad  - „Merkaz L'Inyenei Hinuch” (Centrul pentru educație), „Mahane Israel”, și „Kehot (prescurtare de la Karney Hod Tora = Razele Splendorii Torei) Publication Society.”
Vreme de zece ani rabinul Yosef Itzhak i-a trimis spre rezolvare numeroase chestiuni iar Menachem Mendel a devenit tot mai cunoscut ca reprezentantul personal al lui Rabi Yosef Itzhak. 
În anii 1940, Schneerson a primit cetățenia americană și a căutat să contribuie la efortul de război al SUA. S-a oferit ca voluntar la Brooklyn Navy Yard unde și-a folosit cunoștințele de inginerie pentru a desena diagrame de conexiuni pentru nave de război. 
În anul 1942 Schneerson a lansat proiectul Centrului de emisari (Merkaz Shlihut), care prevedea trimiterea de elevi de ieșivă în locuri îndepărtate în țară în timpul vacanțelor de vară pentru a preda evreilor din comunități izolate noțiuni despre moștenirea iudaismului și pentru a le educa copiii.   
Ca președinte si redactor șef al editurii Kehot, Schneerson a publicat operele înaintașilor săi, rabini din fruntea mișcării Habad. 
De asemenea și-a publicat propriile scrieri, inclusiv Hayom Yom (1943) și Hagada (1946).
Vizitând Parisul în 1947, el a înființat acolo o școală de fete și a colaborat cu organizații locale in scopul asistenței pentru oameni fără adăpost și persoane deplasate. 
El a explicat ca ținta sa este de a face lumea un loc mai bun de trăit, și de a acționa pentru a elimina suferințele.

### Al Șaptelea Rabin din Lubavici (Habad)
Dupa decesul în 1950 al lui Yosef Itzhak Schneerson, hasidimii Habad a început să-l preseze pe Menakhem Mendel să ia locul socrului său , știindu-se erudiția, evlavia și genealogia sa.   
Abia după un an el a acceptat să conducă hasidismul Habad. La prima aniversare a decesului socrului său,  Menahem Mendel a rostit discursul său inaugural ca rabin conducător - admor - al hasidismului Habad.
El a instituit o tradiție de primire în audiență de două ori pe săptămână, în serile de duminică și joi, așa numita yehidut (yechidus). Aceste primiri, deschise pentru oricine, începeau pe la orele 20 seara și continuau 5-6 ore până disdedimineață. El conversa cu musafirii în toate limbile pe care le cunoștea: engleză, idiș, ebraică, franceză, rusă, germană și italiană. Subiectul discuțiilor putea fi în oricare, și el își oferea sfatul atât în probleme spirituale, cât și ale vieții de zi de zi. Nu făcea diferența intre lideri, politicieni și oameni de rând. Odată nu l-a putut primi pe președintele John F. Kennedy deoarece un număr mare de persoane stabiliseră rând încă de o lună.
În anul 1982 a fost nevoit să înceteze aceste audiențe din cauza numărului prea mare de solicitări. A păstrat obiceiul numai pentru cazuri mai rare, ca de pildă, pentru noii căsătoriți sau pentru sărbătoarea maturității băieților Bar Mițva. Totuși, între 1982-1992 a instituit obiceiul de a da vizitatorilor în fiecare duminică câte un dolar fiecăruia cu scopul de a fi transmis de aceștia ca donație în scopuri sociale. Împărțirea dolarilor era însoțită de câte o binecuvantare sau de un scurt răspuns la câte o întrebare. Rândul la intrarea la rabin dura în aceste duminici și sase ore.  
Vreme de patruzeci de ani de păstorire, Schneerson a obișnuit să țină lungi predici și dezbateri săptămânale centrate pe pericopa săptămânii și pe diverse tratate ale Talmudului,